# خالد خلیفه
خالد خلیفه (به انگلیسی: Khaled Khalifa؛ ۱ ژانویهٔ ۱۹۶۴ –  ۳۰ سپتامبر ۲۰۲۳) رمان‌نویس، فیلمنامه‌نویس و شاعر سوری بود.

## زندگی‌نامه
خالد خلیفه در سال ۱۹۶۴ میلادی در حلب متولد و سال ۱۹۸۸ میلادی از دانشکده حقوق دانشگاه این شهر فارغ‌التحصیل شد. او عضو انجمن ادبی دانشگاه حلب نیز بود.
خلیفه برای خلق آثار ادبی‌اش که دربرگیرنده فیلمنامه نیز می‌شود، شهرت داشت. وی در این آثار به بررسی پیچیدگی‌های تاریخی، فرهنگ، ایمان و سیاست که تشکیل دهنده جامعه معاصر سوریه است پرداخته‌است.
خلیفه در سال‌های تحصیل در دانشگاه حلب به انتشار اشعارش در روزنامه‌های محلی پرداخت و از استعداد خود برای خلق فیلم‌نامه‌های درام‌های تلویزیونی سوریه از جمله «رنگین کمان»، «زندگی‌نامه خاندان جلالی» و «خاطرات» بهره گرفت.
خلیفه اولین رمانش «نگهبان فریب» را سال ۱۹۹۳ منتشر کرد و با چهارمین رمانش که سال ۲۰۰۶ با عنوان «در ستایش نفرت» منتشر شد به فهرست نهایی جایزه بین‌المللی داستان عربی (بوکر عربی) راه یافت. این رمان که بیش از یک دهه از زندگی یک خانواده سوری در دهه‌های ۱۹۷۰ و ۱۹۸۰ درگیر نبرد شدید بین افراط‌گرایان و مقامات سوری را دربرمی‌گیرد، به زبان‌های مختلف از جمله انگلیسی، فرانسوی، اسپانیایی و آلمانی ترجمه شد.
وی با رمان «بدون چاقو در آشپزخانه‌های این شهر: یک رمان» نیز در فهرست نهایی جایزه بین‌المللی داستان عربی در سال ۲۰۱۴ قرار گرفت. این رمان که در جریان جنگ داخلی سوریه منتشر شده، نشان می‌دهد که چگونه یک کشور و جامعه از انسانیت فاصله می‌گیرد. این رمان وی برنده مدال نجیب محفوظ سال ۲۰۱۳ هم شد.
خلیفه با وجود چشم‌اندازهای تیره و تاریک رمان‌هایش، نسبت به آینده زادگاهش حلب خوش بین بود و از آن به عنوان شهری یاد می‌کرد که در طول صدها سال دوره‌های آشفتگی زیادی را پشت سر گذاشته؛ از زلزله گرفته تا تهاجم… اما همواره مقاومت خود را حفظ کرده‌است.
«رنگین کمان»، «زندگینامه خاندان الجلالی»، «آرامش نسبی» و «سایه زن» از جمله سریال‌هایی است که وی داستان، فیلمنامه و دیالوگ آنها را نوشته‌است.

## درگذشت
خالد خلیفه نویسنده، شاعر و فیلم‌نامه‌نویس مشهور سوری در ۵۹ سالگی ‌بر اثر ایست قلبی درگذشت.